# Stoßboot
Bei einem Stoßboot handelt es sich um einen eigens für einen besonderen Verwendungszweck – früher aus Holz, später aus Stahl – gebauten Handkahn mit Dieselmotor, der neben der Ruderfläche am Heck eines antriebslosen Binnenschiffs befestigt wird und dieses voranschiebt.

## Geschichte und Funktion
Die ersten Stoßboote wurden in der ersten Hälfte des 20. Jahrhunderts verwendet. Einige Eigner von Schleppkähnen nutzten erstmals Stoßboote für die Fortbewegung, um unabhängig von Schlepp- und Treidelkosten zu sein. Sie wurden damit zu Selbstfahrern, jedoch immer noch mit einschränkter Einsatzmöglichkeit, da insbesondere eine Bergfahrt auf stärker fließenden Gewässern in der Regel nicht möglich war.
Stoßboote wurden zu Beginn ihrer Entwicklung in Deutschland auch als Wasser-Diesel-Traktor bezeichnet.
Das Stoßboot, einem Beiboot ähnlich und mit einem Dieselmotor von etwa 10 bis 50 PS ausgerüstet, wird gegen das Heck des Schleppkahns gesetzt und dort fest vertäut. Auf kanalisierten Gewässern sind mit dieser Antriebsart Geschwindigkeiten von etwa sieben Kilometer pro Stunde möglich. Bedient wird das Stoßboot meistens mittels einer Stange mit Drehpunkt am Ende des Ruderblattes und mittels Leinen. Mit den Leinen wird Gas gegeben und gekuppelt. Das Hinabsteigen in das Stoßboot ist unnötig, da es praktisch ferngesteuert wird.
Ein Stoßboot kann auch für kleinere Bugsierarbeiten und Schlepptätigkeiten verwendet werden.

### Verwendung in der DDR
Aufgrund fehlender Schlepp- und Antriebsleistung in der Zeit nach dem Zweiten Weltkrieg durch Kriegsverluste und Reparationsleistungen wurden auf dem Gebiet der ehemaligen DDR in der Zeit von 1954 bis 1957 an mindestens fünf Werften 55 neue Stoßboote mit einer Motorenleistung von je 50 PS gebaut.

## Bilder

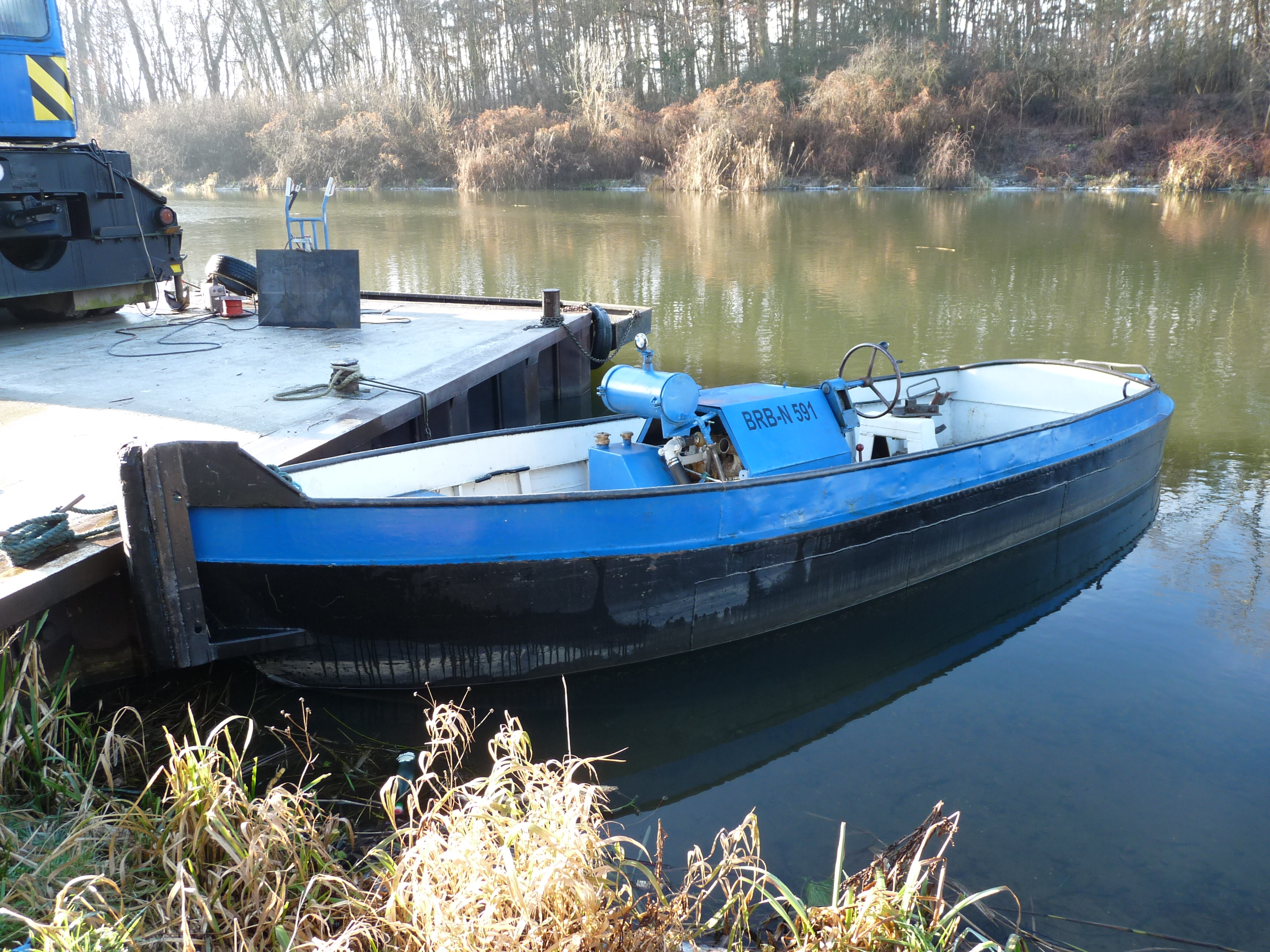
Stoßboot als Werftbugsierer
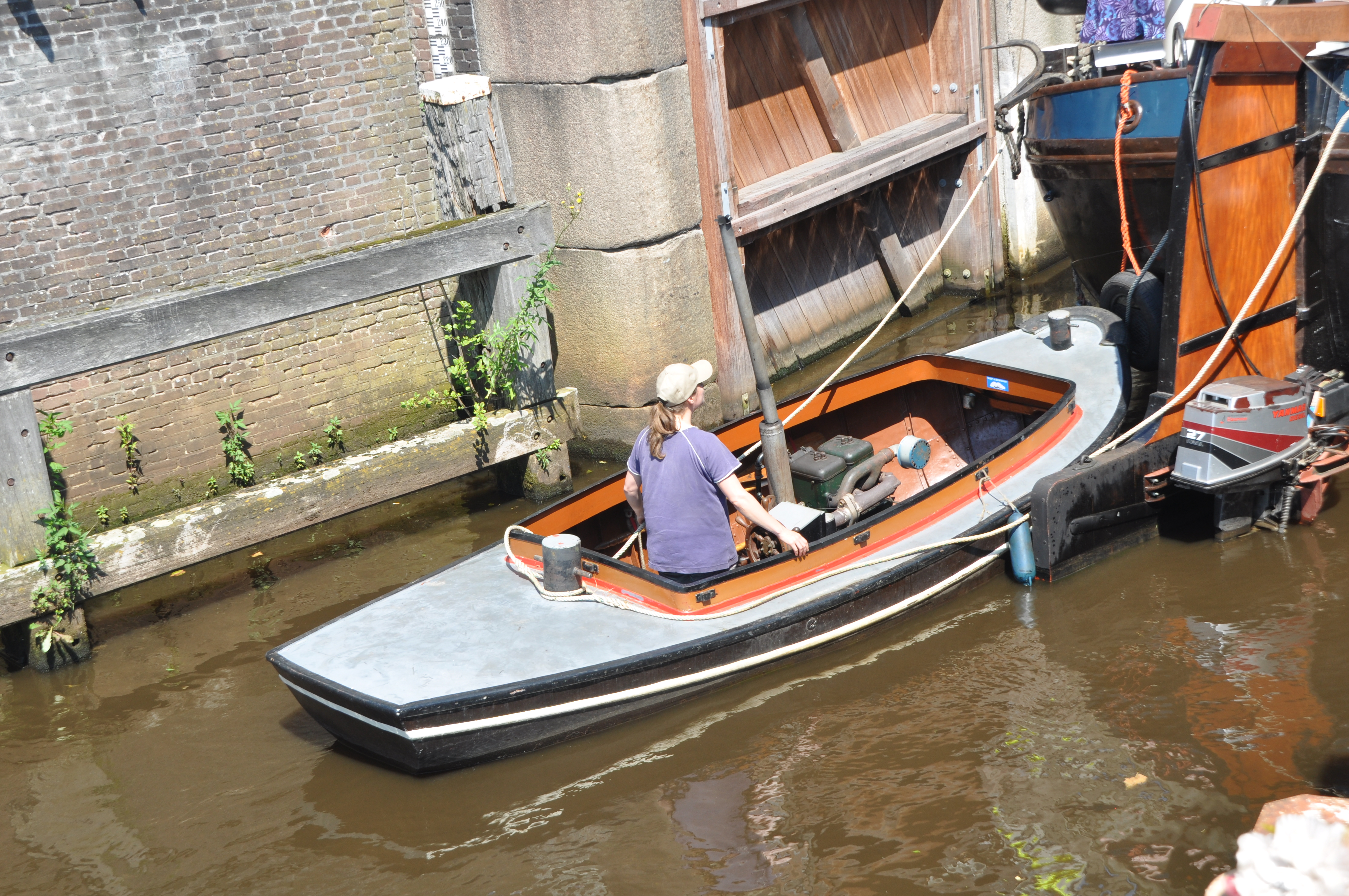
Hassailt 2012, Stoßboot in der Schleuse
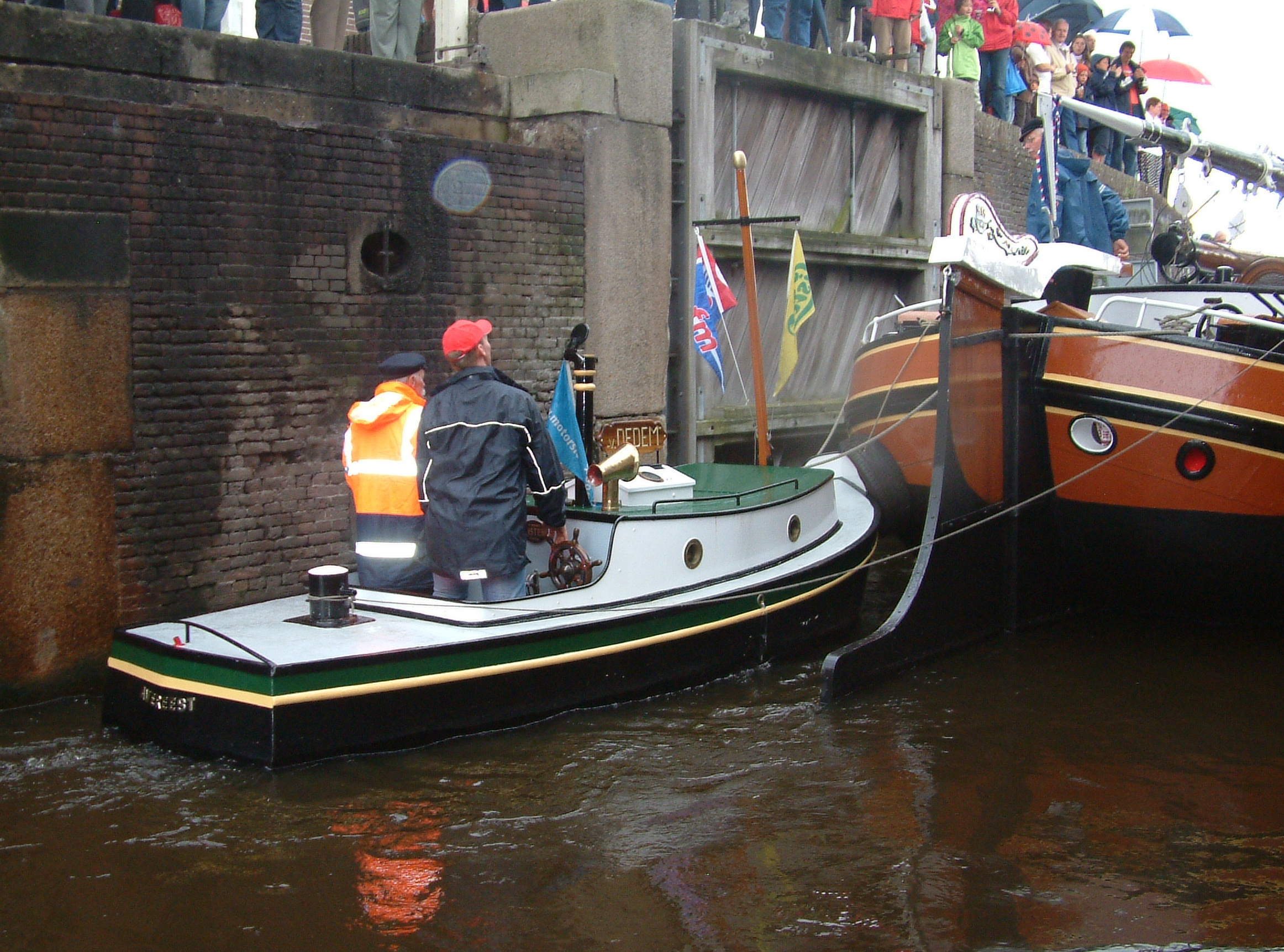
Hassailt-Event vom 26. bis 29. Juli 2007, Stoßboot bei der Arbeit